# Edward William Nelson
Edward William Nelson ( 8 de mayo de 1855 – 19 de mayo de 1934) fue un naturalista, y etnólogo estadounidense. Era aborigen de Mánchester, Nuevo Hampshire. En 1871 junto con su familia, se quedaron sin hogar debido al gran incendio de Chicago.
En 1877 Nelson se unió al Cuerpo de Señales del Ejército. Spencer Fullerton Baird se encargó de seleccionar funcionarios de señales para las estaciones remotas, y eligió los hombres con formación científica que estaban dispuestos a estudiar la flora y la fauna locales. Baird envió a Nelson a St. Michael, Alaska.
Nelson fue el naturalista a bordo del USRC Corwin, quien navegó a la isla de Wrangel en la búsqueda del USS Jeanette en 1881. Nelson publicó su hallazgos en el Report upon Natural History Collections Made in Alaska between the Years 1877–1881, en 1887. También publicó sus estudios etnológicos en The Eskimo about Bering Strait (1900).
En 1890, Nelson aceptó el cargo como "agente de campo especial", en la "Expedición al Valle de la Muerte" bajo Clinton Hart Merriam, Jefe de la División de Ornitología y Mamíferos, Departamento de Agricultura de los Estados Unidos. Después de esa expedición, se le ordenó llevar a cabo un estudio de campo en México, y Nelson permaneció en ese país por los siguientes catorce años. Nelson continuó trabajando en el Servicio de Pesca y Vida Silvestre de los Estados Unidos hasta 1929, siendo Jefe del Servicio desde 1916 a 1927.

## Honores

### Epónimos
Especies animales
- Lampropeltis triangulum nelsoni, o serpiente de Nelson. El holotipo fue recolectado por Nelson y por Edward Alphonso Goldman el 18 de julio de 1897. Trabajó con Goldman por diez años estudiando vertebrados mexicanos terrestres.[2]
  - Roedores: Oryzomys nelsoni, Xenomys nelsoni, Ammospermophilus nelsoni, Heteromys nelsoni, Dicrostonyx nelsoni, Dipodomys nelsoni, Megadontomys nelsoni, Neotoma nelsoni, Nelsonia

Especies vegetales
- (Anacardiaceae) Schmaltzia nelsonii (F.A.Barkley) F.A.Barkley[3]

- (Apiaceae) Rhodosciadium nelsonii (J.M.Coult. & Rose) Mathias & Constance[4]

- (Asteraceae) Grindelia nelsonii Steyerm.[5]

- La abreviatura «E.W.Nelson» se emplea para indicar a Edward William Nelson como autoridad en la descripción y clasificación científica de los vegetales.[6]